# Arbeskopf
Arbeskopf är en bergstopp i Österrike.   Den ligger i distriktet Zell am See och förbundslandet Salzburg, i den centrala delen av landet, 300 kilometer väster om huvudstaden Wien. Toppen på Arbeskopf är 2 400 meter över havet, eller 52 meter över den omgivande terrängen. Bredden vid basen är 0,16 km.
Terrängen runt Arbeskopf är mycket bergig. Runt Arbeskopf är det ganska glesbefolkat, med 34 invånare per kvadratkilometer.. Närmaste större samhälle är Neukirchen am Großvenediger, 11,1 kilometer nordost om Arbeskopf. 
Trakten runt Arbeskopf består i huvudsak av gräsmarker.